# Evángelos Bassiákos
Evángelos Bassiákos (grec moderne : Ευάγγελος Μπασιάκος), né le 12 février 1954 à Thèbes en Grèce et mort le 17 février 2017 à Athènes, est un homme politique grec, plusieurs fois ministre de l'Agriculture dans les gouvernements de Nouvelle Démocratie.

## Biographie
Evángelos Bassiákos étudie le droit et les sciences politiques à l'université nationale et capodistrienne d'Athènes puis à l'University College de Londres (1979-1981).
Evángelos Bassiákos est élu député au Parlement grec sur la liste de la Nouvelle Démocratie dans la circonscription de la Béotie aux élections législatives de juin 1989 et réélu en novembre 1989, 1990, 1996, 2000, 2004, 2007, mai et juin 2012, janvier et septembre 2015. Il est battu en 1993 et 2009.
Il est nommé secrétaire d'État à l'Agriculture du 3 décembre 1992 au 13 octobre 1993 dans le gouvernement Konstantinos Mitsotakis, et secrétaire d'État (du 10 mars au 23 septembre 2004) puis ministre du Développement rural et de l'Alimentation (du 23 septembre 2004 au 19 septembre 2007) dans le gouvernement Kostas Karamanlis I.
Il meurt subitement à Athènes le 17 février 2017.